# Buiten De Zone
Buiten De Zone was een Vlaams, komisch televisieprogramma voor jongeren. Het combineerde een sitcom met een sketchprogramma. Het liep van 1994 tot 1996 op TV1. De serie verkreeg een cultstatus en maakte acteur en scenarist Bart De Pauw bekend in Vlaanderen.

## Concept
Het programma werd bedacht door Bart De Pauw, Danny Timmermans, Pietje Horsten, Ief Stuyvaert en Tom Lenaerts. De Pauw zelf schreef de scenario's.
De serie speelt zich af in de telefooncentrale van een jeugdhulpdienst: de "Jongerenfoon", waar vijf jonge, enthousiaste vrijwilligers telefoontjes van jongeren met problemen beantwoorden. De vrijwilligers zijn Raf Willems, Ubi Stevens, Robin Laureys, Merel Van Outrive en Roxanne Seynaeve.
Ze ontvangen maar zelden echte oproepen (meestal bellen grappenmakers hen op met de woorden: "Allo? Een kieken op een velo!") en verliezen hun tijd dan ook met dagdromen. Deze dromen vormen het echte komische aspect van de serie, omdat ze vaak aanleiding geven tot absurde sketches. Typisch voor de stijl van het programma zijn de vele verwijzingen naar historische of culturele zaken, woordspelingen en lichte anarchistische spot ten opzichte van religie, onderwijs, jongerenleven en seks.

## Acteurs
- Raf Willems - Bart De Pauw
- Ubi Stevens - Mathias Sercu
- Robin Laureys - Danny Timmermans
- Merel Van Outrive - Reinhilde Van Driel
- Roxanne Seynaeve - Elise Bundervoet

Verschillende bekende Vlaamse acteurs hebben een gastrol gespeeld in de reeks, onder andere:
- Tom Lenaerts, Warre Borgmans, Lucas Van den Eynde, Walter Baele, Mark Uytterhoeven, Marijn Devalck, Dirk Roofthooft, Senne Rouffaer, Jef Burm, Bob De Moor, Jakob Beks, Nolle Versyp, Chris Van den Durpel, Kurt Van Eeghem, Dora van der Groen, Peter De Graef, Chris Boni, Jaak Van Assche, Peter Van Asbroeck en (de jonge) Staf Coppens.

## Afleveringen
Buiten De Zone liep twee seizoenen, met elk 10 afleveringen.

### Seizoen 1 (1994)
| Afl. | Code  | Titel           | Uitzenddatum     |
| ---- | ----- | --------------- | ---------------- |
| 1    | 01x01 | De Jongerenfoon | 28 januari 1994  |
| 2    | 01x02 | Betere tijden   | 4 februari 1994  |
| 3    | 01x03 | Beroemd         | 11 februari 1994 |
| 4    | 01x04 | Avontuur        | 18 februari 1994 |
| 5    | 01x05 | Geld            | 25 februari 1994 |
| 6    | 01x06 | Angst           | 4 maart 1994     |
| 7    | 01x07 | Talent          | 11 maart 1994    |
| 8    | 01x08 | Eeuwig leven    | 18 maart 1994    |
| 9    | 01x09 | Liefde          | 25 maart 1994    |
| 10   | 01x10 | Vriendschap     | 1 april 1994     |

### Seizoen 2 (1996)
| Afl. | Code  | Titel               | Uitzenddatum     |
| ---- | ----- | ------------------- | ---------------- |
| 11   | 02x01 | The next generation | 2 februari 1996  |
| 12   | 02x02 | Kitsch en kunst     | 9 februari 1996  |
| 13   | 02x03 | Kennis              | 16 februari 1996 |
| 14   | 02x04 | Sensatie            | 23 februari 1996 |
| 15   | 02x05 | Gevaar              | 1 maart 1996     |
| 16   | 02x06 | Spanning            | 8 maart 1996     |
| 17   | 02x07 | Verleiding          | 15 maart 1996    |
| 18   | 02x08 | Nostalgie           | 22 maart 1996    |
| 19   | 02x09 | Toekomst            | 29 maart 1996    |
| 20   | 02x10 | Afscheid            | 5 april 1996     |

## Running gags
De reeks heeft enkele running gags:
- Het vijftal krijgt regelmatig pesttelefoontjes, waarbij de boodschap: "Hallo? Een kieken op een velo!" de vaakst terugkerende grap is.
- Er wordt vaak een burgerlijk gezin getoond, dat naar het programma aan het kijken is. De conservatieve vader (Roger) vindt Buiten De Zone niet interessant, omdat hij er niets van begrijpt of omdat er te veel heilige huisjes worden aangevallen. De tienerdochter (Katja) en jongere zoon (Benny) hebben het geregeld aan de stok met hun vader, omdat zij het programma willen zien. De moeder (Irma) staat meestal te strijken. Zij maant de kinderen dikwijls aan om "het eens rap op de VTM te zetten".
- Geregeld begint iemand een mop te vertellen met de aanhef "Twee homo's stappen een crèmerie binnen...", maar de mop wordt nooit afgemaakt.
- Het wordt in het programma als een schande beschouwd om koffiekoeken te eten, vooral die met ingebakken crème.
- In sommige episodes komt het team Ludo tegen, een oude voortdurend stonede hippie die iedereen joints aanbiedt en vaak in aanraking komt met de politie. (Hij werd gespeeld door Dirk Roofthooft).
- Aan het einde van elke aflevering zoomt de camera in op het antwoordapparaat van de Jongerenfoon waarop allerlei berichten te horen zijn, meestal verwijzingen naar vorige afleveringen of de aflevering zelf.

## Impact
De reeks haalde in haar eerste seizoen maar weinig kijkers. Het programma werd namelijk als een jongerenprogramma geadverteerd en dit stootte een hoop mensen af. Bovendien werd de doelgroep niet echt bereikt, doordat de reeks op vrijdagavond na 22 uur werd uitgezonden, na het grote kijkcijferkanon van die dagen: De Droomfabriek. Bart de Pauw merkte later op, dat vrijdagavond net de uitgaansavond van veel jongeren was en ze door die slechte programmering veel kijkers misliepen.
Geleidelijk aan ontstond er echter toch een kleine schare fans. Toen in 1996 het tweede seizoen op de buis kwam (op exact hetzelfde tijdstip en opnieuw na de Droomfabriek), groeide via mond-tot-mondreclame de fanbasis toch aan en werd het al gauw een cultprogramma. Later, toen de reeks herhaald werd en door het succes van Schalkse Ruiters meer mensen Bart De Pauw kenden, trok Buiten De Zone veel meer kijkers en werd het populairder dan het in eerste instantie was.
Terugblikkend op de verschillen tussen de eerste en tweede reeks zijn zowel De Pauw als de andere hoofdacteurs het erover eens, dat het tweede seizoen kwalitatief sterker is. De Pauw duidde onder meer aan, dat in de eerste reeks veel sketches nog te lang duurden en te traag vorderden en veel meer verwijzingen naar het Vlaamse medialandschap van toen inmiddels gedateerd zijn.
Het programma won Humo's Pop Poll-medaille voor "Beste Nationale Televisieprogramma 1996" en datzelfde jaar ook de HA! van Humo.
Het ontving ook twee nominaties voor de Gouden Roos van Montreux, maar kreeg uiteindelijk zilver.
Medio oktober 2010 is de 1e reeks op dubbel dvd verkrijgbaar. Reeds korte tijd na het verschijnen van de serie op TV werd door menig fans gevraagd de reeks op VHS uit te brengen. Dat was toen niet mogelijk omwille van de hoge royalty's die betaald moesten worden voor de vele muziek die in het programma gebruikt werd. Bijna 15 jaar na datum is dan toch een overeenkomst gesloten tussen de betrokken partijen.
Er kwam nooit een vervolg op de reeks. Het dichtste in de buurt van een reünie dat de acteurs ooit kwamen vond plaats in een aflevering van Het Geslacht De Pauw. In het tweede seizoen gaat Bart De Pauw met zijn (fictieve) familie op restaurant en komt daar toevallig Mathias Sercu, Reinhilde Van Driel, Elise Bundervoet en Danny Timmermans tegen die blijkbaar zonder hem hadden afgesproken om eens bij te praten. Bart is eerst zeer enthousiast, maar beseft dan dat men hem liever er niet bij heeft. Hierop reageert hij zeer verongelijkt en blijft terwijl hij met zijn familie in een nabijgelegen kamer dineert naar hen uithalen en natrappen. Uiteindelijk escaleert de hele boel...

## Bekende sketches
- In de aflevering "Kitsch en Kunst" parodieert men het cliché dat men in Vlaanderen alleen maar boerenfilms kan maken. Prompt volgen verschillende "Vlaamse Boerenfilm"-versies van bepaalde filmgenres zoals horror, maffia-film, comedy, James Bond ("Mijn naam is Bond. Boer Bond.")
- In dezelfde episode speelt Mathias Sercu "De Roze Ridder", een verwijfde homoseksuele versie van De Rode Ridder.
- In de aflevering "Gevaar" wordt per ongeluk een spacecake bezorgd aan Ubi, Robin en Merel, net op het moment dat er controle komt. Ze eten van de cake en beginnen allen te hallucineren.
- In de aflevering "Spanning" speelde Tom Lenaerts de evangelist Johannes, die De Bijbel als boekmanuscript aan een sceptische uitgever (Lucas Van den Eynde) probeert te verkopen.
- Diezelfde aflevering introduceerde ook Franske, een nogal rustige loodgieter (gespeeld door Jakob Beks) die voortdurend in een volks dialect praat. Zijn catchphrase is "Ja, 'allo, als ge dat allemaal kunt!" Franske verscheen in 2012 nog eens in een andere tv-serie naar de hand van Bart de Pauw, Quiz Me Quick.
- In de aflevering "Nostalgie" blikken de leden van de Jongerenfoon terug op hun eigen jeugd. Roxanne blijkt een overinfantiele vader te hebben gehad die voortdurend "Moesjemarremarremarre" en "'t Is niet omdat ik wijs dat ge moet kijken, eh?" zegt. In dezelfde episode stelt Merel zich de vraag "Wat voor beeld moeten de kinderen van tegenwoordig al niet van seks hebben?", waarop een montage volgt waarin onder meer Tik Tak, Samson en Gert en De Smurfen geparodieerd worden.

## Bekende citaten
- "Ze sturen iemand van Scotland Yard"
- "Allo? Een kieken op ne velo!"
- "Moesjemarremarremarre, 't Is ni omda 'k wijs da ge moet kijken hé?"
- "Koffiekoeken?!?"
- "Ge zijt toch geen koffiekoeken aan het eten hé?" "Neenee, ik ben aan het masturberen." "Ah, dan is het goed."
- "Tis niet voor mij, tis voor ne vriend." "En die vriend van u, hoe heet die?"
- "Kent ge die mop van die twee homo's die een crèmerie binnenstappen?"
- Leerling bij examen seks: "Kheb een tweede wip, maar hij zei wel da'k een dikke buis heb"
- "Ah, facteurs, nog zo laat op ronde?"
- "Blaast dan maar eens in het frietzakske!"
- "Want selectie moet er zijn!"
- Jonkvrouwe Merel van het verzet: "Onze koning is in gevaar. Hij heeft in het Heilig Land gevochten als een leeuw, maar werd toen omsingeld door twaalf mannen die géén genade kenden."; Johan de Roze Ridder: "Ooh, waarom overkomt mij dat nooit!"
- "Pardon, wij zijn verkeerd." "Aaah, maar wij ook!"
- "Op Kruistocht?? En ik heb niks om aan te doen!"
- "Boer Mertens, If you want hormonen, you gotto pay for hormonen, gelak alleman."
- "Godverdommeverdommemiliaardemilledju, van mijn erf!"
- "Moejeniwetewanefolletuttemezennepittepolemikalasjeminevent?" (uit de aflevering "Gevaar")
- "Ja, allo, als ge dat allemaal kunt."
- "Hasta la vista! you got a baby!"
- "Ik wil niet naar de hemel, ik wil naar 't level 3!"
- Leraar (Johan Heldenbergh) op oudercontact: "Wij hebben maar een conclusie, mijnheer, madam. Uw zoon Ubi is superbegaafd!" (vader van Ubi:) "Wat wilt dat zeggen Ubi?" (Ubi:) "Da'k heel slim ben papa." (vader van Ubi:) "Hij zal het nooit meer doen, mijnheer."
- "Hey, moete gij een boks hebben?"
- "Oooohhh een dood vogeltje, waarom? WAAROM? Gaan we poepen?"
- "Druk vandaag." "Jaja, de trein zit vol."
- "Dokter, is het een jongen of een meisje?" "Tis godverdomme ne vuilen dief ja!"
- "Klep dicht Kowalski!"
- "Helaba, wat zijn dat nu voor manieren?"
- "Zet u, relax, ontspan. Ge moogt eens rondkijken, ge moogt eens een liedje neuriën, maar ge moogt NIET bewegen!"
- "Jezus, uw rapport, een 0 voor LO! Weeral over het water gelopen?"
- "Oh, nicht so officiel! Mein kamp oder dein kamp? "Aber, mein Führer!
- "Hoe noemen we onze terreurorganisatie?" "Ik zeg: De Loestige Kapoentjes"
- "Daarom zeg ik: actie nu!" (boe-geroep) "Euh, daarom zeg ik, daarom zeg ik: actie morgen!" (goedkeurend gelach)

## Herkenningsmelodieën
- De beginmelodie van de serie is The Mighty Ship van The Housemartins.
- Aan het eind van elke aflevering is het instrumentale nummer Kicking J.T.'s Butt van Randy Edelman te horen. Deze muziek is afkomstig uit de Amerikaanse film My Cousin Vinny uit 1992.

## Dvd-uitgave
Jarenlang werden petities opgezet om de serie op dvd te verkrijgen, maar de VRT kon dit niet waarmaken. Omdat zoveel achtergrondmuziek uit beroemde films of televisieseries in Buiten De Zone gebruikt werd, zou het doorrekenen van de enorme auteursrechten de dvd's onbetaalbaar maken. Maar in de zomer van 2010 werd uiteindelijk bekendgemaakt dat de serie toch wel op dvd verscheen. Volgens de VRT was de rechtenregeling soepeler geworden, zodat ze toch aan een redelijke prijs kon worden verkocht. Op 12 oktober 2010 kwam reeks 1 uit op dvd, in de collectie VRT-Klassiekers. Op 7 december 2010 verscheen reeks 2.